# Anthony Swofford
Anthony Swofford (ur. 12 sierpnia 1970 w Fairfield w Kalifornii) – były żołnierz amerykańskiej piechoty morskiej. 
Jest autorem książki Jarhead opublikowanej w 2003 r., na motywach której w 2005 r. powstał film Jarhead. Żołnierz piechoty morskiej w reżyserii Sama Mendesa. Jej akcja rozgrywa się podczas wojny w Zatoce Perskiej w od sierpnia 1990 do lutego 1991 roku. Jej bohaterami są żołnierze z plutonu piechoty morskiej Marines. 